# Tancredi Pasero

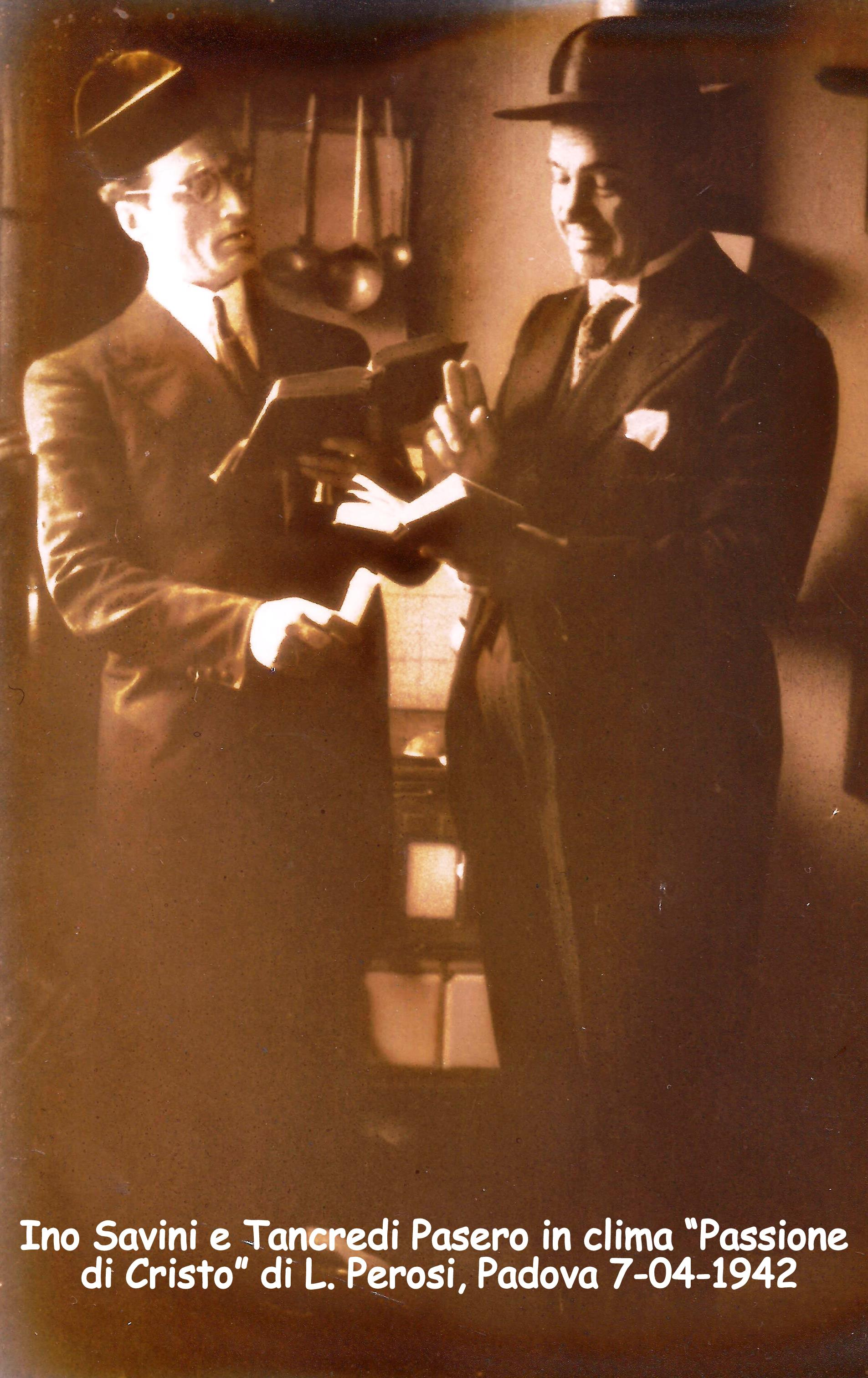
Ino Savini und Tancredi Pasero (1942)

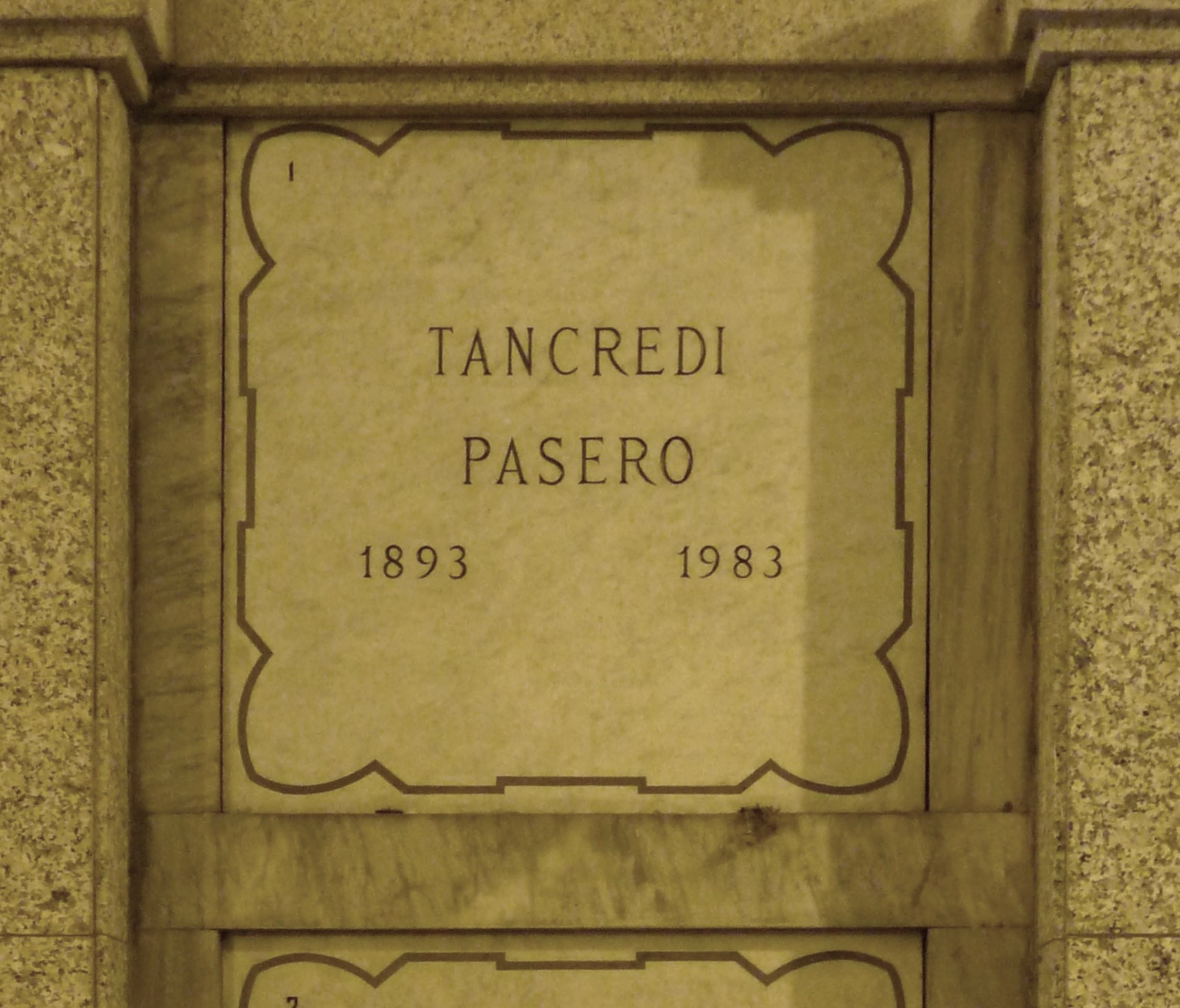
Grab von Tancredi Pasero in Mailand

Tancredi Pasero (* 11. Januar 1893 in Turin; † 17. Februar 1983 in Mailand) war ein italienischer Opernsänger (Bass). Er gilt zusammen mit Ezio Pinza und Nazzareno De Angelis als einer der drei überragenden Bassisten des 20. Jahrhunderts.

## Leben
Pasero erhielt seine Ausbildung bei Arturo Pessina und debütierte 1917 in  als Ramphis in Aida, 1918 sang er den Rodolfo in La sonnambula. 1926 debütierte er als König Philip in Don Carlo unter Arturo Toscanini an der Mailänder Scala, für die er in seiner Karriere insgesamt 435 Vorstellungen gab. Es folgten als weitere Debüts 1929 die Metropolitan Opera, 1931 die Londoner Covent Garden Opera und 1935 die Pariser Oper. Weitere Rollen Paseros waren unter anderem Don Basilio (Der Barbier von Sevilla), Lothario (Mignon), Méphistophélès (Gounod), Fiesco (Simon Boccanegra), Walter (Luisa Miller), Ferrando (Il trovatore), Alvise (La Gioconda), Escamillio (Carmen), Sarastro (Die Zauberflöte), Assur (Semiramide) oder die Titelpartien in Boris Godunov und Mefistofele; als Wagner-Rollen unter anderem Marke (Tristan und Isolde) und Gurnemanz (Parsifal). 1951 zog sich Pasero im Alter von 58 Jahren von der Bühne zurück und war anschließend noch als Gesangslehrer tätig.  
Jürgen Kesting hält Pasero für einen „zentralen Sänger“: Seine Stimme „war reich und voll, vibrierend intensiv und ungewöhnlich umfangreich. Pasero konnte sowohl Sarastro als auch Escamillio singen, weil sein Umfang vom tiefen E bis zu einem mühelosen Fis reichte.“ Jens Malte Fischer fällt ein differenziertes Urteil über Pasero: „Im Vergleich zu de Angelis muss man jedoch auch konstatieren, dass Paseros Singen, wenn man sich einmal an den Reichtum des vokalen Stromes gewöhnt hat, auf die Dauer einförmig und monochrom wirkt, es fehlt ihm an Charakterisierungskunst und Differenzierungswillen, um seinen Rollenportraits die letzte Schärfe der Kontur zu verleihen, stimmliche Fülle und wohltuende Linienführung hingegen reihen ihn unter die ganz großen Bassisten ein.“